# Абубакиров, Гарайша Давлеевич
Гарайша Давлеевич Абубакиров (тат. Гәрәйша Дәүләтша улы Әбүбәкерев; 24 августа 1927 — 9 октября 2009) — советский работник угольной промышленности, бригадир проходчиков, Герой Социалистического Труда (1966).

## Биография
Родился 24 августа 1927 года в деревне Акзигитово Татарской АССР. С десяти лет работал в местном колхозе. Семь классов окончил в родной деревне, в 1941 году переехал в райцентр, где была средняя школа.
В конце 1944 года, не закончив средней школы, был призван на службу в армию на Тихоокеанский флот. Участник Советско-японской войны. Участвовал в строительстве военно-морской базы в Порт-Артуре. Был демобилизован в июле 1951 года.
В 1956—1958 годах работал проходчиком шахты «Капитальная № 2» в городе Дегтярск Свердловской области. В 1958—1974 годах был там же бригадиром проходчиков. Из Дегтярска был в командировке в Монголии, помогая разрабатывать вольфрамовый рудник.
С 1975 по 1993 годы Абубакиров находился на профсоюзной работе в профсоюзном комитете рудника, а затем — всего Дегтярского рудоуправления, после чего вышел на пенсию.
Скончался 9 октября 2009 года в Дегтярске, похоронен на городском кладбище.

## Награды
За свои достижения был неоднократно отмечен наградами:
- 1964 — почётная грамота ВЦСПС СССР «за освоение новой техники и технологии»;
- 1966 — орден «Знак Почёта»;
- 1971 — звание Героя Социалистического Труда со вручением ордена Ленина.